# 七尾市立図書館
七尾市立図書館（ななおしりつとしょかん）は、石川県七尾市にある公共図書館の総称。全図書館共有の図書館友の会がある。乳幼児対象のブックスタート事業などを実施している。

## 歴史
2004年（平成16年）10月、七尾市・田鶴浜町・中島町・能登島町が合併して新たに七尾市が発足した。各市町の図書館の総称が七尾市立図書館となり、七尾市立図書館が七尾市立中央図書館に、市民ライブラリーが七尾市立本府中図書館に、田鶴浜町図書館が七尾市立田鶴浜図書館に、中島町立図書館が七尾市立中島図書館に、能登島町図書館が七尾市立能登島図書館に改称した。
2006年（平成18年）6月、能登島図書館は能登島公民館管理となった。2009年（平成21年）6月19日、マスコットキャラクターに「よむよむ」が選定された。
2018年（平成30年）4月、七尾市立中央図書館が七尾市立図書館に改称し、田鶴浜図書館が田鶴浜地区コミュニティセンター図書室に、中島図書館が中島地区コミュニティセンター図書室に、能登島図書館が能登島地区コミュニティセンター図書室に、本府中図書館が矢田郷地区コミュニティセンター図書室に改称した。

## 七尾市立図書館
七尾駅前の再開発ビルであるミナ.クル3階には、組織としての七尾市立図書館の本館である七尾市立図書館がある。

### 歴史
1903年（明治36年）に私立鹿島郡教育会が郡役所に図書閲覧所を開設し、1920年（大正9年）6月に郡立に移管して鹿島郡図書館となった後、1923年（大正12年）4月に郡制が廃止されると鹿島郡自治会の経営に移されて鹿島郡自治会図書館となった。
一方、1921年（大正10年）4月には七尾町立図書館が七尾男児校に併設された。
1939年（昭和14年）7月の七尾市制施行に伴い自治会図書館と町立図書館とが合併して七尾市立図書館となった。ただし図書は各小学校の併置図書館に分置された。
1947年（昭和22年）に旧職業紹介所・公設質屋の建物を転用して移転し、1948年（昭和23年）から本格的な図書館奉仕事業を開始した。
1963年（昭和38年）9月に巡回文庫を開始した。
1969年（昭和44年）6月に七尾市立図書館友の会が結成された。
1976年（昭和51年）3月に建物老朽化により袖ヶ江公民館に移転した。
1977年（昭和52年）10月15日、馬出町ツ部49の新館に移転した。
2004年（平成16年）10月、合併により七尾市立中央図書館となった。
2006年（平成18年）7月1日、JR七尾駅前ビル「ミナ.クル」内に移転した。
2018年（平成30年）4月、七尾市立図書館となった。

### 「杉森久英記念文庫」室
1997年（平成9年）10月、七尾市出身の作家である故杉森久英の蔵書が寄贈された。1998年（平成10年）3月に杉森久英記念文庫を開設した。「杉森久英記念文庫」室として馬出町にあったが、2014年（平成26年）7月に馬出町から寿町の文化財資料整理室内へ移転した（七尾市立図書館が管理）。

### 七尾ふるさと文庫館
2022年2月12日に七尾市立図書館内に「七尾ふるさと文庫館」がオープンした。杉森久英、戸部新十郎、城山真一、宮下英樹、藤澤清造や藤澤に私淑した西村賢太など約30人の七尾市ゆかりの作家や漫画家の作品が収められている。

## 矢田郷地区コミュニティセンター図書室
矢田郷地区コミュニティセンター図書室は、矢田郷地区コミュニティセンター（旧七尾サンライフプラザ）1階にある。

### 歴史
1993年（平成5年）7月15日に七尾市立図書館の分館として市民ライブラリーが開館。
2004年（平成16年）10月、合併により七尾市立本府中図書館となった。
2018年（平成30年）1月にリニューアル後、4月に矢田郷地区コミュニティセンター図書室となった。

## 田鶴浜地区コミュニティセンター図書室

### 歴史
1981年（昭和56年）3月末時点では田鶴浜町農村環境改善センター内に田鶴浜町公民館図書室があった。
1995年（平成7年）3月に田鶴浜町図書館として田鶴浜町ふるさと交流センターに開館。
『石川の公共図書館 平成11年版』からは住所はそのままで施設名が「サンビーム日和ヶ丘」となっている。
2004年（平成16年）10月、合併により七尾市立田鶴浜図書館となった。
2018年（平成30年）4月、田鶴浜地区コミュニティセンター図書室となった。

## 中島地区コミュニティセンター図書室

### 歴史
中島村図書館は1908年（明治41年）10月1日を設立とする。明治三十七八年戦役記念事業として1905年（明治38年）3月に私立の図書館を設立し、1908年（明治41年）に村に寄付して村立となった。
1953年（昭和28年）時点で翌年合併して中島町となる6村には合わせて8館の図書館があった（西岸村と笠師保村に2館ずつ）。
1954年（昭和29年）に合併により中島町となり、『中島町史 資料編下巻』では「昭和29年〜43年 中島町立図書館動向」として各年度の図書数、閲覧人員を掲載している。『石川の公共図書館 昭和60年度』は1954年（昭和29年）を中島町立図書館の創設としている。1969年（昭和44年）からは中島町公民館（鹿島郡中島町字中島甲28）1階に併設されていた。
1995年（平成7年）5月に新設の中島町文化センターに移転した（鹿島郡中島町字中島甲部130番地、後に字中島上部9。能登演劇堂、中島町中央公民館併設）。
2004年（平成16年）10月、合併により七尾市立中島図書館（七尾市中島町中島上部9番地）となった。
2015年（平成27年）4月23日、子どもの読書活動優秀実践図書館文部科学大臣表彰を受賞した。
2017年（平成29年）4月、現在地に移転。
2018年（平成30年）4月、中島地区コミュニティセンター図書室となった。